# Wilhelm Germelmann
Carl Louis Wilhelm Germelmann (* 21. Februar 1850 in Wollershausen; † 5. Juli 1919 in Berlin) war ein deutscher Bauingenieur (Wasserbau, Küsten- und Hafenbau). 
Germelmann besuchte das Realgymnasium in Clausthal und studierte 1867 bis 1872 am Polytechnikum in Hannover Bauingenieurwesen bei Conrad Wilhelm Hase. In Hannover wurde er Mitglied im Corps Saxonia. 1870/71 nahm er als Freiwilliger am Deutsch-Französischen Krieg teil, absolvierte danach 1873 die Bauführerprüfung und 1878 die zweite Staatsprüfung. Anschließend wirkte er unter dem Architekten Ernst Dircksen beim Bau der Berliner Stadtbahn mit, war Wasserbau-Inspektor in Emden (1880 bis 1885 Mitwirkung am Ems-Jade-Kanal, 1881 Bauleitung von Buhnen auf Borkum, 1885 bis 1887 städtische Kanalisation in Emden, Kesselschleuse (Emden)) und ab 1888 in Berlin. Dort hatte er die Bauleitung der von Oberbaudirektor Adolf Wiebe entworfenen Wasserbauten (Brücken, Wehre, Schleusen) an der Spree am Mühlendamm. 1893 wurde er Regierungs- und Baurat in Stettin aber ab 1896 wieder in Berlin in der Bauabteilung des Ministeriums für öffentliche Arbeiten. 1898 wurde er vortragender Rat und 1903 Oberbaurat. 1916 ging er in den Ruhestand.
Er war der erste Vorsitzende des Deutschen Ausschusses für Eisenbeton von dessen Gründung 1907 bis 1919. Außerdem war er 1916 bis 1919 Vorsitzender der Reichsstelle für Zement.
1907 wurde er ordentliches Mitglied der Preußischen Akademie des Bauwesens in Berlin. Er war Mitglied im Technischen Oberprüfungsamt in Berlin und im Architektenverein zu Berlin, zeitweise als Vorstand.
Er war an Hafenbauten in Sassnitz auf Rügen für die Eisenbahnfähre Sassnitz-Trelleborg beteiligt und an der Regulierung der Weichsel und der Oder.

## Schriften
- Verhandlungen über das Projekt der Nutzbarmachung der Wasserkräfte Thüringens im Zusammenhang mit einer Großschiffahrtsstraße Nordsee-Weser-Werra-Main-Donau am 14. Juli 1917 in Eisenach, Hameln: C. W. Niemeyer, 1917
- Die Wasserstrassen der Vereinigten Staaten Amerikas im Gebiet des Mississippi und der grossen Seen, Berlin : W. Ernst & Sohn, 1913